# 博田そら
博田 そら（はかた そら、1997年12月12日 - ）は、日本の子役である。
東京都出身。ぷろじぇくと大和所属。
2005年ごろからレッスンを始めて、ヒップホップ、ボイストレーニング、クラシックバレエ、ジャズダンスなどをやっていた。
さらに芸能界による実績は2007年から舞台、モデル、テレビ番組に出演する。

## 出演テレビ番組

### テレビドラマ
- 時々迷々
  - 第9話「金を貸す少女」（2009年9月9日、NHK教育テレビ） - りん役
  - 「まねっこレミ」（2010年5月） - ゆか 役

### インターネットテレビ
- あっ!とおどろく放送局「キッズルーム」（2008年4月19日）

### 舞台
- 明治座「川中美幸特別公演・幸せの行方」（2009年10月3日 - 29日、明治座） − 里 役
- ヒロセプロジェクト「明日魔法外伝 ～サミカを待ちながら～」（2014年7月2日 - 7日） − 美村鈴 役

## モデル
- キッズガールズ・ファッションショー「スーパーモデル」出演（2008年）

## 舞台
- CSアニメっこMAX「ダンスMAX」（2006年）
- 日本交響楽団フィルハーモニー（2006年）
- 夏休みコンサート 火の鳥（2006年）
- 36時間東映アニメ王MAXダンサー（2006年）
- たまごっちワールドステージ（2007年）
- 明治座・川中美幸特別講演「幸せの行方」（2009年）